# Orbayando
Orbayando. Revista asturiana d'informació. va ser una revista asturiana d'informació que es va editar a Gijón (Espanya) entre els anys 1988 i 1990 de forma bimestral. Es va tractar del primer intent seriós de publicació generalista en asturià.
En l'esbós del número zero de la revista, que es va publicar al setembre de 1988, es va justificar l'elecció del nom de la revista dient que provenia de la resposta als requeriments fets a Patricio Adúriz, cronista oficial de Gijón, en memòria d'una altra revista, de caràcter literari, que va publicar el grup Los Ruxidores en els anys 1950 i que estava format, entre d'altres, per Luciano Castañón, Tomás Montero i Enrique García Rendueles.
La revista va néixer amb l'objectiu de defensar els interessos d'Astúries, els seus valors, els seus senyals d'identitat, la llengua, maneres, tradicions i l'existència de poder polític per a Astúries, declarant-se independent de qualsevol partit polític o grup socioeconòmic de pressió. Utilitzava indistintament l'asturià i el castellà en els seus continguts, que tractaven temes d'actualitat, cultura, política o sindicalisme. El consell de direcció estava format per Humberto Gonzali, Juan Bonifacio Lorenzo Benavente i Xicu Monteserín. Va tenir cinc nombres, l'últim dels quals va ser publicat al maig de 1990.

## Refereències
1. ↑   Actes del I Conceyu Internacional de Lliteratura Asturiana: Uviéu, 5, 6, 7 y 8 de payares 2001 (en asturià).  Academia Llingua Asturiana, 2003. ISBN 84-8168-343-4.
2. ↑  Gonzali, Humberto. «Acerca de mi». Arxivat de l'original el 2016-02-16. [Consulta: 14 febrer 2016].